# Fazenda São José da Boa Vista
A Fazenda São José da Boa Vista, localizada no município brasileiro de Valinhos, estado de São Paulo, é uma propriedade rural que pertenceu a Augusto de Sousa Bueno no ano de 1895, tendo sido vendida a José Teodoro de Oliveira Andrade. Em 1914 era seu proprietário Joaquim Policarpo Aranha Junior, filho do barão de Itapura, Joaquim Policarpo Aranha, quando tinha 104 alqueires de terras e 98 mil pés de café.